# El Zanjón, Veracruz
El Zanjón är en ort i Mexiko.   Den ligger i kommunen Jamapa och delstaten Veracruz, i den sydöstra delen av landet, 300 km öster om huvudstaden Mexico City. El Zanjón ligger 16 meter över havet och antalet invånare är 204.
Terrängen runt El Zanjón är mycket platt. Runt El Zanjón är det ganska glesbefolkat, med 43 invånare per kvadratkilometer. Närmaste större samhälle är Veracruz, 15,9 km norr om El Zanjón. Trakten runt El Zanjón består till största delen av jordbruksmark.